# District de Minamikoma
Le district de Minamikoma (南巨摩郡, Minamikoma-gun) est un district de la préfecture de Yamanashi au Japon.
Au 1er juin 2019, sa population était de 33 954 habitants pour une superficie de 984,47 km2.

## Communes du district

### Communes actuelles
- Hayakawa
- Fujikawa
- Minobu
- Nanbu

### Anciennes communes
- Tomizawa (1955-2003) --> voir Nanbu
- Masuho (1878-2010) --> voir Fujikawa
- Kajikazawa (1878-2010) --> voir Fujikawa
- Nakatomi (1954-2004) --> voir Minobu